# Erik Boëthius
Erik Gustaf Albert Boëthius, född 19 maj 1897 i Sörvik. Ludvika församling, död 1970, var en svensk konstnär. Han var far till Lena Boëthius.
Han var son till godsägaren Albert Wilhelm Boëthius och Emma Mariana Eneström och från 1929 gift med Astrid Helena Norberg. Boëthius studerade vid Wilhelmsons målarskola i Stockholm 1920-1921 och för Pola Gauguin i Oslo 1922 samt för Harald Giersing i Köpenhamn 1923. Han fortsatte därefter sina studier i Paris där han bland annat studerade för André Lhote 1925-1926. Separat ställde han ut i Skara 1944 och han medverkade i samlingsutställningar med konstföreningarna i Skara och Linköping. Boëthius är representerad med ett porträtt vid Västgöta nation i Uppsala samt med en landskapsmålning vid Västergötlands museum.